# Den Saakaldte
Den Saakaldte est un groupe norvégien de black metal, originaire d'Oslo. Le groupe, qui était à l'origine un projet solo, est considéré comme un supergroupe de black metal en raison du grand nombre de musiciens qui y ont participé. Des membres de Mayhem, Shining, Gorgoroth, 1349 et In the Woods... ont notamment participé à Den Saakaldte.

## Histoire
Mikael « Sykelig » Siouzios forme le groupe en 2006, un groupe avec des musiciens issus de différents groupes norvégiens de metal extrême et de black metal. Siouzios donne au groupe le nom d'une chanson de Ved Buens Ende. Dans la première formation, Siouzios se chargeait du chant et de la guitare, Yusaf « Vicotnik » Parvez de Dødheimsgard et Ved Buens Ende de la basse, Ole « Jormundgand » Teigen, qui jouait également dans Dødheimsgard, du clavier et Jan Axel « Hellhammer » Blomberg de Mayhem de la batterie.
Pendant l'enregistrement du premier EP, Parvez quitte le groupe, et est remplacé par Tor Risdal « Seidemann » Stavenes de 1349. Après que Blomberg se soit cassé le bras lors d'une tournée avec Dimmu Borgir et qu'il n'ait pas pu s'impliquer davantage dans l'enregistrement du premier album en raison de cette fracture et de problèmes d'emploi du temps liés à ses diverses participations au groupe, il est remplacé par Jarle « Uruz » Byberg de Shining et Urgehal. Vers la fin de l'enregistrement, Siouzios décide de ne pas chanter lui-même les chansons et invite Niklas Kvarforth de Shining et Skitliv à chanter. En avril 2008, l'EP Øl, Mørke Og Depresjon est publié par Eerie Art Records, Aesthetic Death Records et Bylec-Tum Productions. Les critiques sur l'EP vont de moyennes à positives. Selon metal1, le style musical est « malheureusement bien en deçà de ce que l'on attendait de ces musiciens. » Sur Metal-District, on rétorque que le projet est à la hauteur du casting. Ainsi, le casting est qualifié de « choix judicieux » et « on entend à chaque seconde de la musique que ces messieurs qui savent ce qu'ils font. »
Il s'ensuit la première apparition en live à l'Inferno Metal Festival Norway, pour laquelle Stian Winter de Gehenna et Aeternus prend en charge la batterie. Une partie du concert est publiée la même année sur le split EP Shining / Den Saakaldte via Temple of Darkness Records. En janvier 2009, l'album studio All Hail Pessimism suit sur Avantgarde Music. L'album est généralement accueilli plus positivement que le premier EP. Il est jugé comme une bonne sortie, qui n'apporte rien de nouveau au genre, mais qui correspond à la grande qualité des musiciens impliqués,,.
À la suite de cette sortie, le groupe se produit à nouveau à l'Inferno Metal Festival, ainsi qu'au Party.San pour la première fois, et effectue une première tournée européenne. Pour cette tournée, Anders Kobro de Carpathian Forest prend le rôle de batteur,. D'autres changements dans la composition du groupe suivent, entre autres Kvarforth quitte Den Saakaldte en mars 2011 pour se concentrer sur son projet principal Shining. Il a été remplacé au chant par Øyvind « Maztema » Hægeland de Spiral Architect. Jørn Folkedal de Koldbrann a quant à lui rejoint le groupe en tant que nouveau batteur.
En 2012, Daniel « Tybalt » Theobald d'Ethereal Forest et Fortíð reprend ce poste. Lors de l'enregistrement du deuxième album studio, Einar Thorberg « Eldur » Guðmundsson de Curse et Fortíð rejoint le groupe en tant que chanteur et André « Tjalve » Kvebek de Pantheon I en tant que deuxième guitariste. L'album Kapittel II : Faen I Helvete sort en mai 2014 sur Agonia Records, et est accueilli de manière divisée. Alors que sur Metal1, Kapittel II : Faen I Helvete est jugé en dessous de la moyenne et qu'on lui reproche « peu d'idées » ainsi que « peu de choses bien faites, ce qui rend les morceaux des Norvégiens peu marquants », il est qualifié sur metal.de de « black metal traditionnel norvégien », qui est « presque à la pointe de la perfection [...] associé à des riffs aiguisés et lourds qu'on retrouve dans d'autres sous-genres. » L'Amboss Mag confirme cette appréciation et ajoute que le groupe fait plusieurs pas en avant en changeant d'orientation stylistique « surtout » en changeant de chanteur. Sur les split EP Old Demons Rise et Diabolicum Est qui suivent Kapittel II : Faen I Helvet et qui sont publiés par Floga Records, la composition du groupe est restée stable. Marius « Storm » Trælstad d'Aeon Throne fait toutefois son apparition en tant que chanteur lors de concerts en 2015. Depuis 2018, Jan Fredrik « Xarim » Solheim est le nouveau chanteur du groupe et l'ancien bassiste Vidar prend le poste de deuxième guitariste,.

## Style musical
Les premières sorties de Den Saakaldte sont rétroactivement jugées comme étant du « Shining pour les pauvres qui auraient par hasard récupéré le chanteur original » et ont donc été décrites comme du « black metal dépressif moyen. » L'album Kapittel II : Faen i Helvete est par contre comparé à 1349 et Gorgoroth et est décrit comme du black metal norvégien typique,,.
La comparaison des premières publications avec Shining est notamment attribuée au chant de Kvarforth et à « l'ambiance qui prédomine dans les parties les plus calmes. » Le chant de Kvarforth est « difficile à habituer[...], lourdement jazzy et justement malade. » Le chant de Thorberg, en revanche, présente « toute la palette de l'art du chant noir, depuis les vocalises rauques jusqu'au chant clair guttural [...]. » C'est surtout le changement du jeu de guitare, qui se présente désormais comme « des riffs âpres [...] qui oscillent entre thrash et death metal », qui marque l'évolution du groupe sur Kapittel II : Faen i Helvete. Les albums précédents étaient plutôt marqués par des arrangements de guitare mélodiques et des orchestrations synthétiques. Ainsi, l'album All Hail Pessimism se caractérise par des mélodies de guitare en partie polyphoniques. Le rythme est généralement décrit comme dynamique,,,.

## Membres

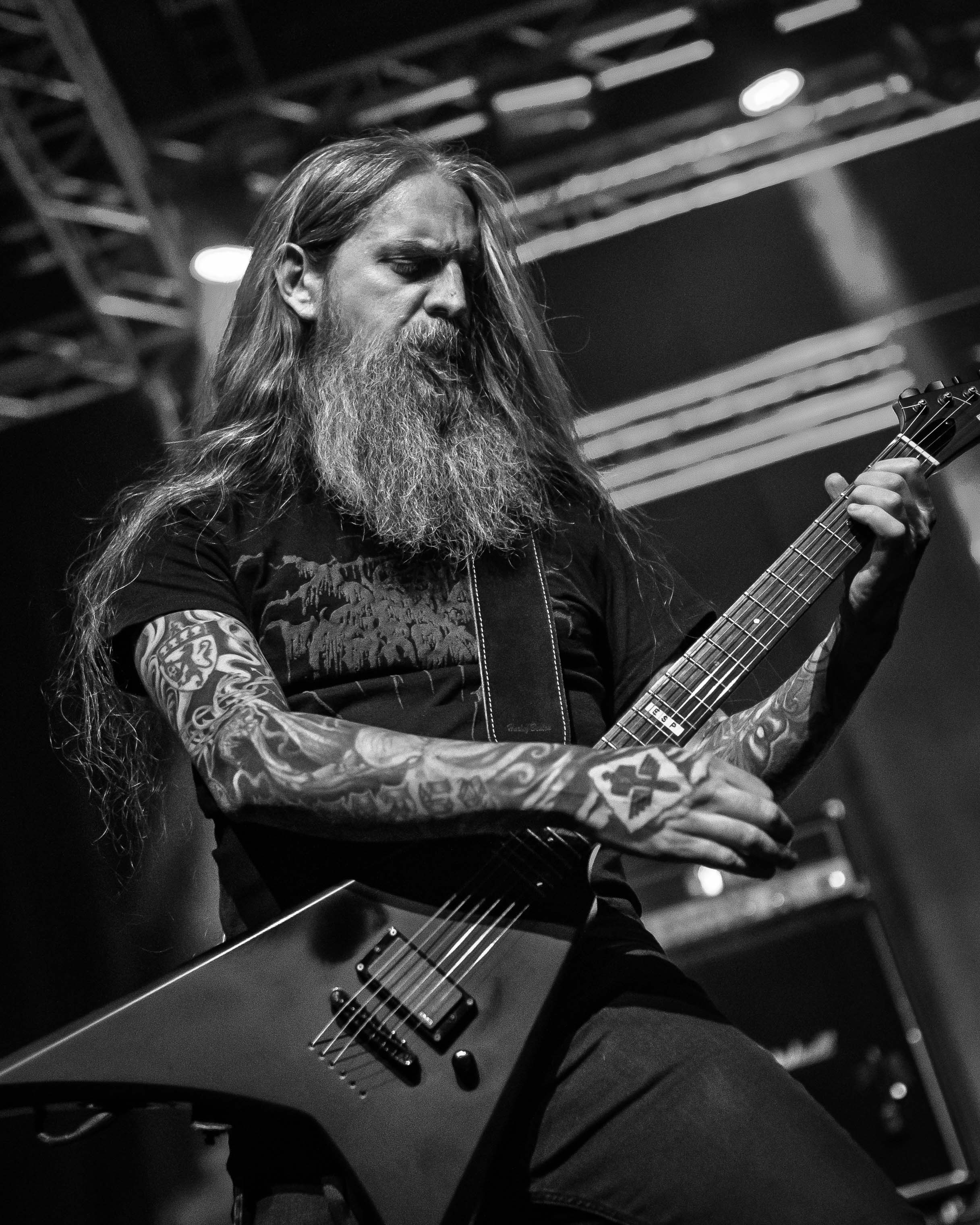
Michael «Sykelig» Siouzios (2024)
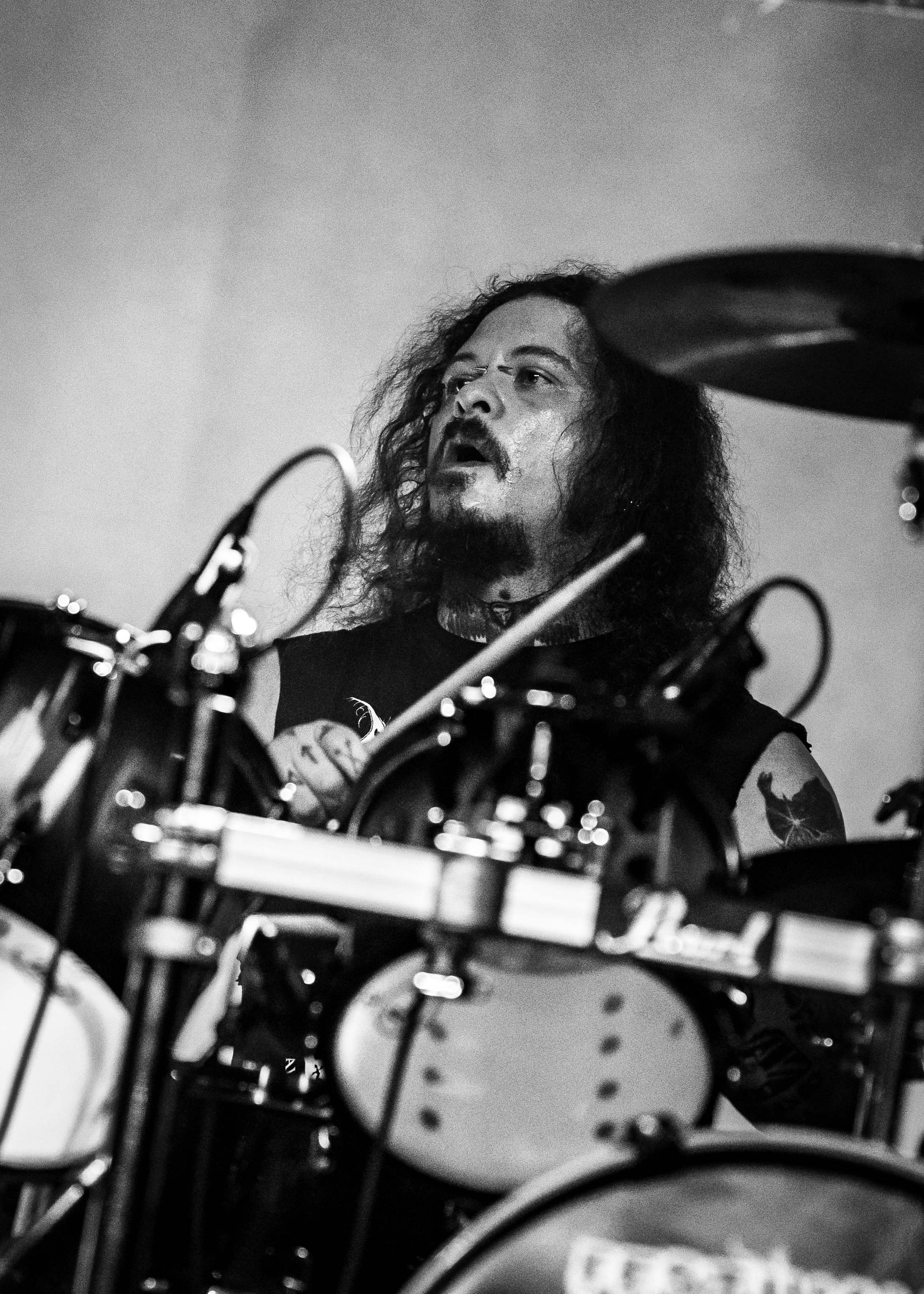
Daniel «Tybalt» Theobald (2024)
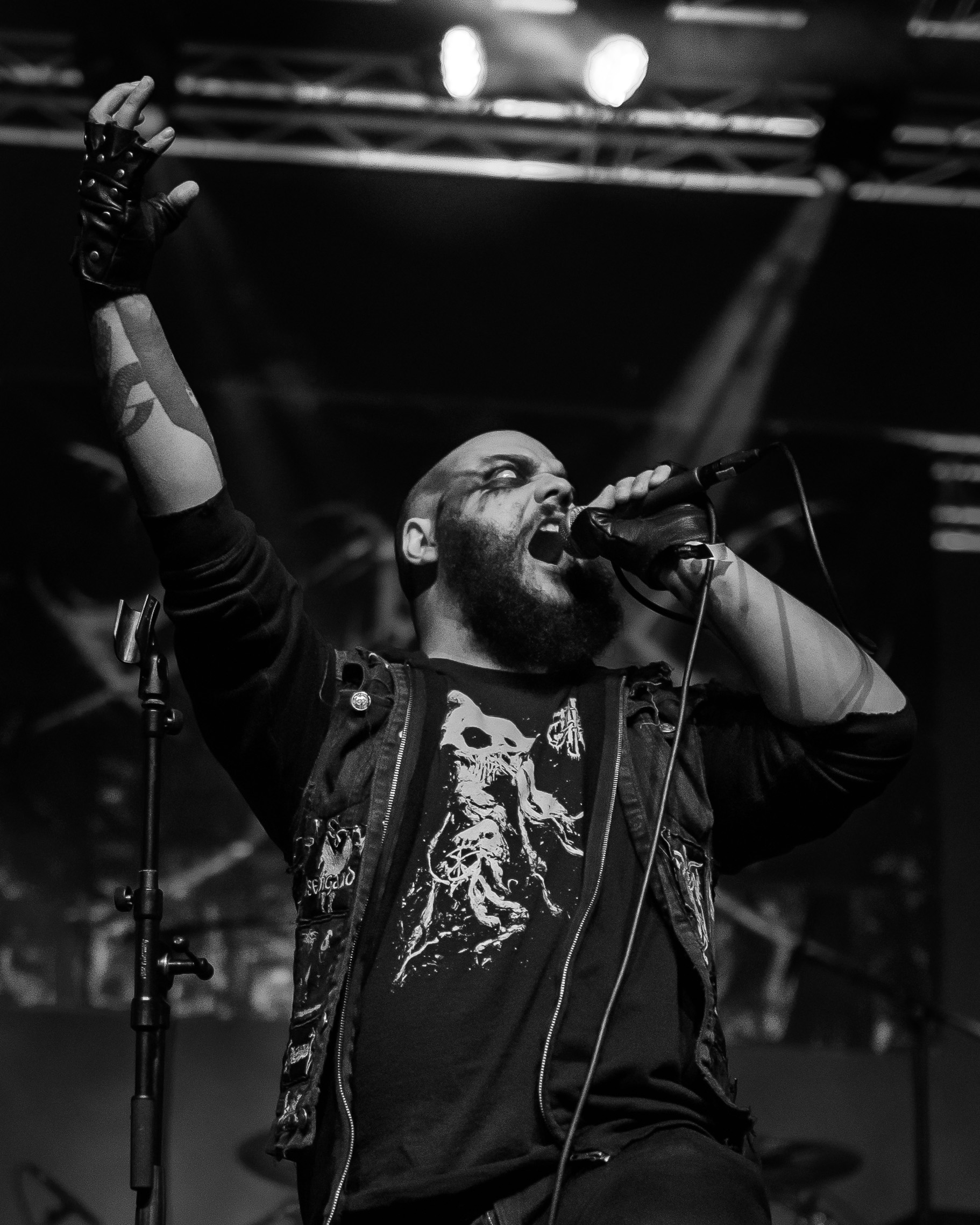
Simon Peter «Svik» Hovind (2024)
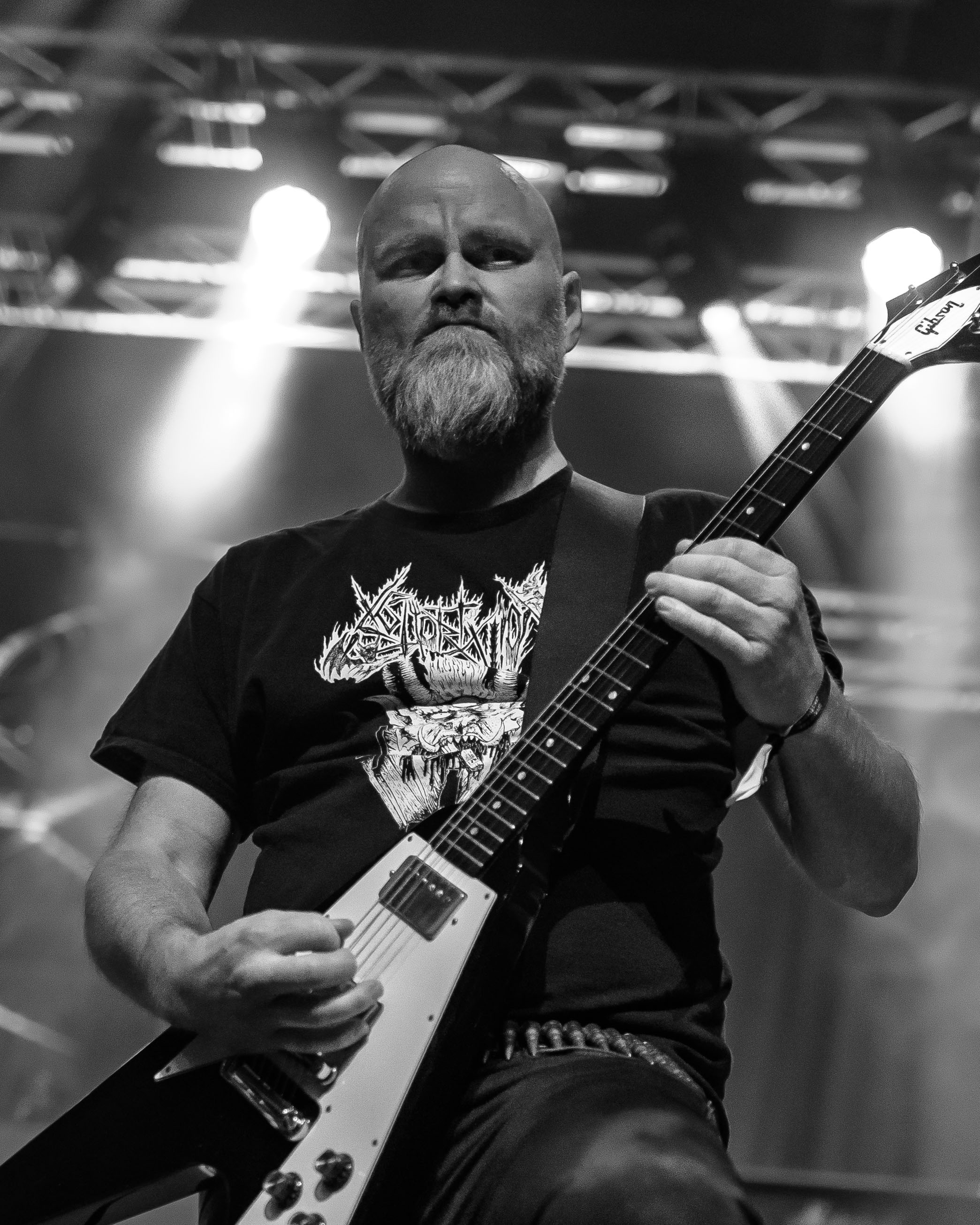
Vidar Fineidet (2024)

## Discographie
- 2008 : Øl, Mørke Og Depresjon (album, Eerie Art Records / CD/2xLP, Aesthetic Death Records / MC, Bylec-Tum Productions)
- 2008 : Shining/Den Saakaldte (split-EP avec Shining; 7"-Vinyl, Temple of Darkness Records)
- 2009 : All Hail Pessimism (album, Avantgarde Music / MC, Inferna Profundus Records / 2xLP Agonia Records / CD, Soulseller Records)
- 2014 : Horna/Den Saakaldte (split-EP avec Horna ; vinyle, Blut & Eisen Productions)
- 2014 : Kapittel II: Faen i Helvete (album, CD/LP/téléchargement, Agonia Records)
- 2014 : Old Demons Rise (split-EP avec Varathron, vinyle, Floga Records)
- 2015 : Versus Christus/Diabolicum Est (split-EP avec Principality of Hell ; vinyle, Floga Records)

### Apparitions
- 2009 : Party.San Metal Open Air 2009
- 2011 : Niklas Kvarforth - Fifteen Years of Absolute Darkness
- 2016 : Reigning in the Abyss (A Tribute to Slayer)